# Assamacris spinipicta
Assamacris spinipicta är en insektsart som beskrevs av Ingrisch, F.M.H. Willemse och Shishodia 2004. Assamacris spinipicta ingår i släktet Assamacris och familjen gräshoppor. Inga underarter finns listade i Catalogue of Life.